# Carl Heuman
Carl August Heuman, född 1 juni 1870 i Morlanda församling, död 13 oktober 1948 i Stockholm, var en svensk högskolelärare och civilingenjör, bror till Elis Daniel och Gustaf Daniel Heüman samt kusin till Ernst Heuman.
Heuman avlade studentexamen 1888, filosofie kandidat vid Lunds universitet 1891, utexaminerades 1903 från Tekniska högskolans mekaniska avdelning och promoverades 1899 till filosofie doktor vid Uppsala universitet. Läsåret 1907–08 idkade han studier vid universitetet och tekniska högskolan i München. Han innehade 1899–1909 anställning vid Tekniska högskolan som biblioteksamanuens, bibliotekarie och assistent och tjänstgjorde 1900–09 som överlärare i matematik vid Tekniska skolan i Stockholm samt blev 1909 tillförordnad och 1913 ordinarie professor i mekanik vid Tekniska högskolan. 
Heuman utgav Fyrställiga tabeller öfver logaritmer och trigonometriska tal m.m. (1906), Mekanisk beräkning af elektriska luftledningar medelst grafiska metoder (1913; 3:e upplagan 1921) samt publicerat ett flertal bemärkta avhandlingar i matematiska och mekaniska ämnen, bland annat Zur Theorie der Gründung nach den Methoden der darstellenden Geometrie (1903), Über Trägheitsmomente von Punktsystemen und ihrer fundamentale Aufgaben in der Theorie der axonometrischen Abbildung (1905) och Bidrag till teorien för sfariska pendeln (1918).